# Hans von Tübingen
Hans von Tübingen (1380 – 1462) è stato un pittore austriaco.

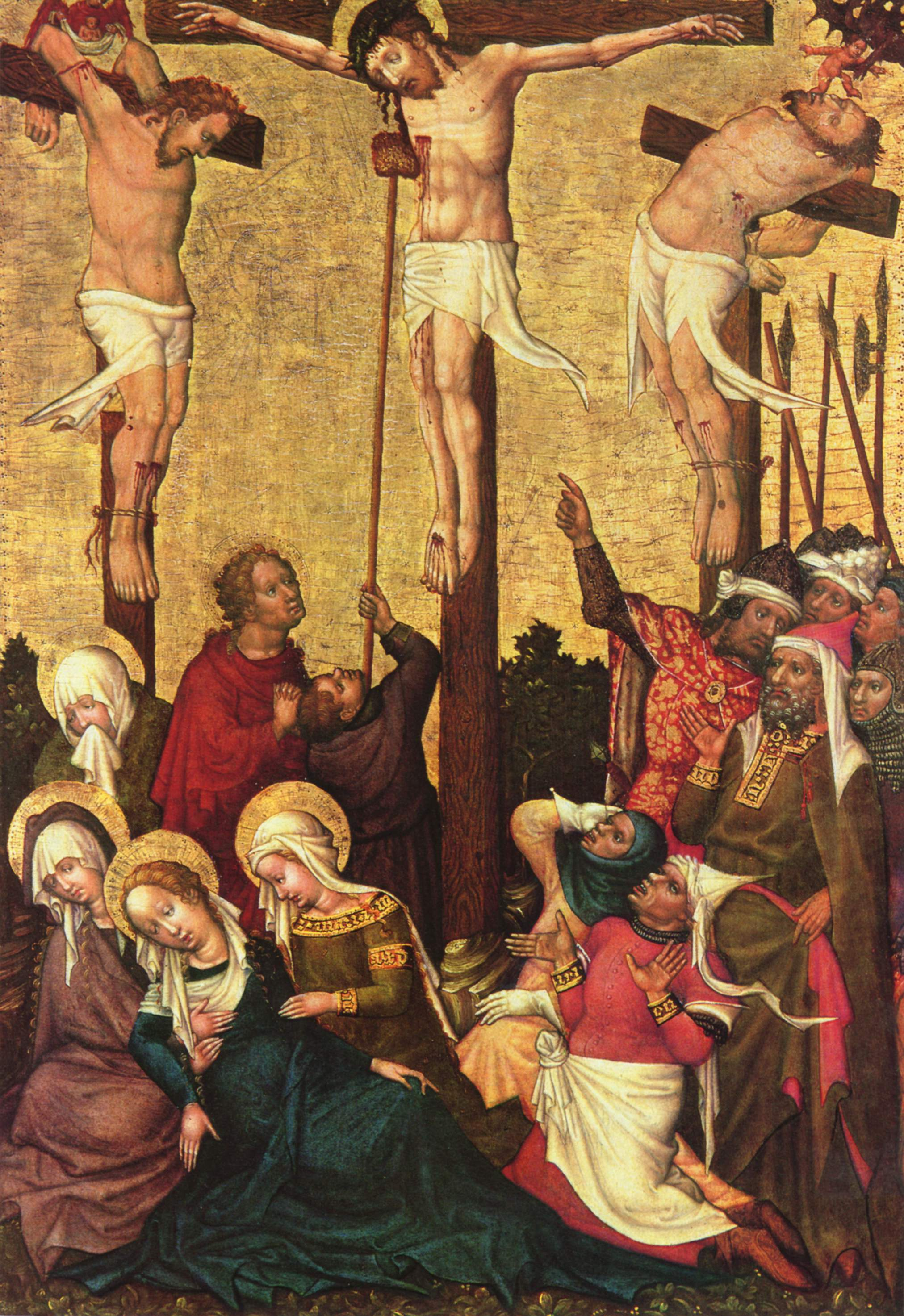
Hans von Tübingen, Crocifissione, 1430 ca, Vienna, Österreichische Galerie

Si sa molto poco sulla sua vita, se non che le sue opere furono influenzate dai dipinti dell'epoca provenienti dalla Borgogna e dalla Francia. Il suo nome è stato desunto dalle firme di alcune delle sue opere, spesso confuse con quelle del Maestro della Tavola Votiva di St. Lambrecht. Potrebbe essere stato attivo anche come incisore e pittore su vetro. Tra i suoi maestri figura il Maestro dell'Adorazione di Vienna.